# توی سرم (ترانه آریانا گرانده)
«توی سرم» (انگلیسی: In My Head) ترانه‌ای از خواننده آمریکایی آریانا گرانده است که در پنجمین آلبوم استودیویی او به نام ممنون، بعدی (۲۰۱۹) قرار دارد. این ترانه، اثر ترپ و آراندبی است که گرانده در آن دربارهٔ «عاشق بودن با نسخه‌ای از کسی که در ذهن خود ساخته‌اید» صحبت می‌کند. منتقدان دربارهٔ اینکه این ترانه به کمدین پیت دیویدسون یا رپر مک میلر (هر دو شریک زندگی پیشین گرانده) اشاره دارد بحث کردند و اشعار شخصی آن را ستودند. پس از انتشار ممنون، بعدی، این ترانه در شماری از کشورها از جمله استرالیا، کانادا، یونان، بریتانیا و ایالات متحده وارد جدول فروش شد.
موزیک ویدئوی اعلام‌نشده‌ای برای «توی سرم» به کارگردانی بردیا زینالی در ۹ ژوئیه ۲۰۱۹ منتشر شد. این موزیک توسط تیم وگ تهیه شده‌است که با گرانده مصاحبه کرده بودند و او روی جلد شمارهٔ اوت ۲۰۱۹ این مجله قرار گرفته بود. این ویدئو خواننده را با سبک خاص خود در حال رقص و اجرای ترانه‌ای در اتاقی روشن (نشان‌دهنده ذهن خودش) به تصویر می‌کشد. این ویدیو نقدهای مثبتی از منتقدان دریافت کرد و به سبک مینیمالیست آن اشاره داشتند و آن را با کلیپ‌های منتشر شده در اواخر دههٔ ۱۹۹۰ مقایسه کردند. گرانده هرگز این ترانه را به صورت زنده اجرا نکرد، اما نسخه استودیویی آن در هنگام تور جهانی شیرین‌کننده (۲۰۱۹) به صورت میان‌پرده پخش شد.